# تونتوری
تونتوری (انگلیسی: Tunturi) شرکت موتورسیکلت‌سازی فنلاندی است، که در سال ۱۹۲۲ تأسیس شد.